# Gândirea matematică românească
Gândirea matematică românească este un film românesc din 1971 regizat de Zoltán Terner.